# Agrotis steniptera
Agrotis steniptera là một loài bướm đêm trong họ Noctuidae.